# Wittenberg (Wisconsin)
Wittenberg – miasto w Stanach Zjednoczonych, w stanie Wisconsin, w hrabstwie Shawano.